# إدوارد ستراوس
إدوارد ستراوس (بالإنجليزية: Edward Anthony Strauss)‏ هو سياسي بريطاني (وحمل سابقاً جنسية المملكة المتحدة لبريطانيا العظمى وأيرلندا)، ولد في 7 ديسمبر 1862، وتوفي في 25 مارس 1939. حزبياً، نشط في الحزب الليبرالي.

## مناصب
- في الانتخابات العامة في المملكة المتحدة 1906 [الإنجليزية]‏، انتخب عضو برلمان المملكة المتحدة الـ28 عن دائرة Abingdon (UK Parliament constituency) [الإنجليزية]‏ (12 يناير 1906 – 10 يناير 1910).
- في الانتخابات العمومية البريطانية في ديسمبر 1910 [الإنجليزية]‏، انتخب عضو برلمان المملكة المتحدة الـ30 عن دائرة Southwark West (UK Parliament constituency) [الإنجليزية]‏ (3 ديسمبر 1910 – 25 نوفمبر 1918).
- في الانتخابات العمومية البريطانية 1918 [الإنجليزية]‏، انتخب عضو برلمان المملكة المتحدة الـ31 عن دائرة Southwark North (UK Parliament constituency) [الإنجليزية]‏ (14 ديسمبر 1918 – 26 أكتوبر 1922).
- في الانتخابات العامة في المملكة المتحدة 1922 [الإنجليزية]‏، انتخب عضو برلمان المملكة المتحدة الـ32 عن دائرة Southwark North (UK Parliament constituency) [الإنجليزية]‏ (15 نوفمبر 1922 – 16 نوفمبر 1923).
- في 1927 Southwark North by-election [الإنجليزية]‏، انتخب عضو برلمان المملكة المتحدة الـ34 عن دائرة Southwark North (UK Parliament constituency) [الإنجليزية]‏ (28 مارس 1927 – 10 مايو 1929).
- في الانتخابات العامة في المملكة المتحدة 1931 [الإنجليزية]‏، انتخب عضو برلمان المملكة المتحدة الـ36 عن دائرة Southwark North (UK Parliament constituency) [الإنجليزية]‏ (27 أكتوبر 1931 – 25 أكتوبر 1935).
- في الانتخابات العامة في المملكة المتحدة 1935 [الإنجليزية]‏، انتخب عضو برلمان المملكة المتحدة الـ37 عن دائرة Southwark North (UK Parliament constituency) [الإنجليزية]‏ (14 نوفمبر 1935 – 25 مارس 1939).